# شوگو ساکای
شوگو ساکای (انگلیسی: Shogo Sakai؛ زادهٔ ۲۸ ژانویهٔ ۱۹۸۸) بازیکن فوتبال اهل ژاپن است.